# اختبار كيميائي

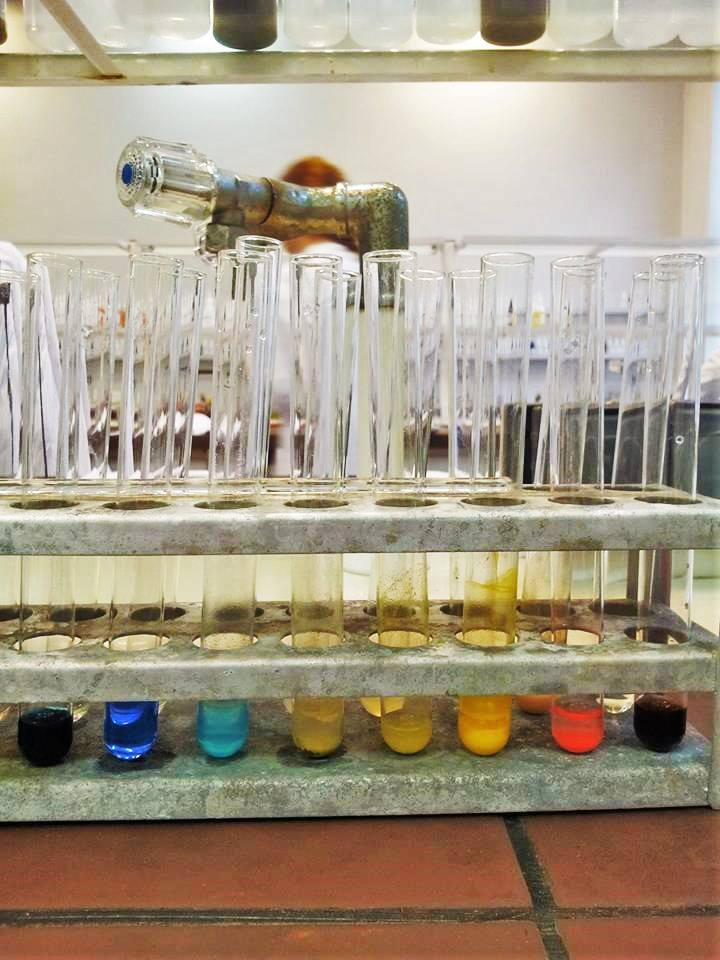
تجربة كيميائيّة في أحد المختبرات

اختبار كيميائي (بالإنجليزية: Chemical test)‏ هو إجراء نوعي أو كمي، صُممَ للتعرف وتحديد كم أو مميزات مركب كيميائي أو مجموعة كيميائية.